# Општина Пуруандиро (Мичоакан)
Пуруандиро (шп. Puruándiro) општина је у Мексику у савезној држави Мичоакан. Општина се налази на надморској висини од 1897 м.

## Становништво
Према подацима из 2010. у општини је живело 67837 становника.

### Хронологија
| Година       | 2000                  | 2005                  | 2010                  |
| ------------ | --------------------- | --------------------- | --------------------- |
| Становништво | 71770 (32719 / 39051) | 64590 (29643 / 34947) | 67837 (31746 / 36091) |

### Попис
| \| \| м \| \| \| ж \| \| 0—2 \| 2.062 \| \| \| 1.976 \| \| 3—5 \| 2.122 \| \| \| 2.052 \| \| 6—11 \| 4.349 \| \| \| 4.319 \| \| 12—14 \| 2.197 \| \| \| 2.208 \| \| 15—17 \| 1.947 \| \| \| 2.051 \| \| 18—24 \| 3.363 \| \| \| 4.344 \| \| 60+ \| 3.963 \| \| \| 4.475 \| \| Просек : \| 28,6 \| \| \| 30,0 \| |       |  |  |       |
| |       |  |  |       |
| | м     |  |  | ж     |
| 0—2 | 2.062 |  |  | 1.976 |
| 3—5 | 2.122 |  |  | 2.052 |
| 6—11 | 4.349 |  |  | 4.319 |
| 12—14 | 2.197 |  |  | 2.208 |
| 15—17 | 1.947 |  |  | 2.051 |
| 18—24 | 3.363 |  |  | 4.344 |
| 60+ | 3.963 |  |  | 4.475 |
| Просек : | 28,6  |  |  | 30,0  |

| #   | Индикатор                                                                                        | Вредност |
| --- | ------------------------------------------------------------------------------------------------ | -------- |
| 1   | Становништво од 0 до 2 године                                                                    | 4038     |
| 2   | Мушко становништво од 0 до 2 године                                                              | 2062     |
| 3   | Женско становништво од 0 до 2 године                                                             | 1976     |
| 4   | Становништво са 3 и више година                                                                  | 63569    |
| 5   | Мушко становништво са 3 и више година                                                            | 29574    |
| 6   | Женско становништво са 3 и више година                                                           | 33995    |
| 7   | Становништво са 5 и више година                                                                  | 60777    |
| 8   | Мушко становништво са 5 и више година                                                            | 28150    |
| 9   | Женско становништво са 5 и више година                                                           | 32627    |
| 10  | Становништво са 12 и више година                                                                 | 50727    |
| 11  | Мушко становништво са 12 и више година                                                           | 23103    |
| 12  | Женско становништво са 12 и више година                                                          | 27624    |
| 13  | Становништво са 15 и више година                                                                 | 46322    |
| 14  | Мушко становништво са 15 и више година                                                           | 20906    |
| 15  | Женско становништво са 15 и више година                                                          | 25416    |
| 16  | Становништво са 18 и више година                                                                 | 42324    |
| 17  | Мушко становништво са 18 и више година                                                           | 18959    |
| 18  | Женско становништво са 18 и више година                                                          | 23365    |
| 19  | Становништво од 3 до 5 година                                                                    | 4174     |
| 20  | Мушко становништво од 3 до 5 година                                                              | 2122     |
| 21  | Женско становништво од 3 до 5 година                                                             | 2052     |
| 22  | Становништво од 6 до 11 година                                                                   | 8668     |
| 23  | Мушко становништво од 6 до 11 година                                                             | 4349     |
| 24  | Женско становништво од 6 до 11 година                                                            | 4319     |
| 25  | Становништво од 8 до 14 година                                                                   | 10238    |
| 26  | Мушко становништво од 8 до 14 година                                                             | 5132     |
| 27  | Женско становништво од 8 до 14 година                                                            | 5106     |
| 28  | Становништво од 12 до 14 година                                                                  | 4405     |
| 29  | Мушко становништво од 12 до 14 година                                                            | 2197     |
| 30  | Женско становништво од 12 до 14 година                                                           | 2208     |
| 31  | Становништво од 15 до 17 година                                                                  | 3998     |
| 32  | Мушко становништво од 15 до 17 година                                                            | 1947     |
| 33  | Женско становништво од 15 до 17 година                                                           | 2051     |
| 34  | Становништво од 18 до 24 године                                                                  | 7707     |
| 35  | Мушко становништво од 18 до 24 године                                                            | 3363     |
| 36  | Женско становништво од 18 до 24 године                                                           | 4344     |
| 37  | Женско становништво од 15 до 49 година                                                           | 18064    |
| 38  | Становништво са 60 и више година                                                                 | 8438     |
| 39  | Мушко становништво са 60 и више година                                                           | 3963     |
| 40  | Женско становништво са 60 и више година                                                          | 4475     |
| 41  | Однос између мушкараца и жена                                                                    | 87.96    |
| 42  | Становништво од нуле до 14 година                                                                | 21285    |
| 43  | Становништво од 15 до 64 године                                                                  | 40151    |
| 44  | Становништво од 65 година и више                                                                 | 6171     |
| 45  | Просечан број деце                                                                               | 2.88     |
| 46  | Становништво рођено у ентитету                                                                   | 63104    |
| 47  | Мушко становништво рођено у ентитету                                                             | 29525    |
| 48  | Женско становништво рођено у ентитету                                                            | 33579    |
| 49  | Становништво рођено у другом ентитету                                                            | 3479     |
| 50  | Мушко становништво рођено у другом ентитету                                                      | 1610     |
| 51  | Женско становништво рођено у другом ентитету                                                     | 1869     |
| 52  | Становништво од 5 година и више резидентно у ентитету у јуну 2005. године                        | 57743    |
| 53  | Мушко становништво старосног доба од 5 година и више, резидентно у ентитету у јуну 2005. године  | 26099    |
| 54  | Женско становништво старосног доба од 5 и више година, резидентно у ентитету у јуну 2005. године | 31644    |
| 55  | Становништво од 5 година и више које је живело у другом ентитету у јуну 2005. године             | 576      |
| 56  | Мушко становништво старије од 5 година које је живело у другом ентитету у јуну 2005. године      | 269      |
| 57  | Женско становништво старије од 5 година које је живело у другом ентитету у јуну 2005. године     | 307      |
| 58  | Становништво од 3 године и више које говори аутохтони језик                                      | 168      |
| 59  | Мушко становништво старо 3 године и више које говори аутохтони језик                             | 90       |
| 60  | Женско становништво старо 3 године и више које говори аутохтони језик                            | 78       |
| 61  | Становништво од 3 године и више које говори аутохтони језик и не говори шпански језик            | 0        |
| 62  | Мушко становништво старо 3 године и више које говори аутохтони језик и не говори шпански         | 0        |
| 63  | Женско становништво старо 3 године и више које говори аутохтони језик и не говори шпански језик  | 0        |
| 64  | Становништво старо 3 године и више које говори аутохтони језик и шпански                         | 93       |
| 65  | Мушко становништво старо 3 године и више које говори аутохтони језик и шпански                   | 46       |
| 66  | Женско становништво старо 3 године и више које говори аутохтони језик и шпански                  | 47       |
| 67  | Становништво од 5 година и више које говори аутохтони језик                                      | 166      |
| 68  | Становништво од 5 година и више које говори аутохтони језик и не говори шпански језик            | 0        |
| 69  | Становништво од 5 година и више које говори аутохтони језик и говори шпански језик               | 93       |
| 70  | Становништво у домородачким домаћинствима                                                        | 357      |
| 71  | Становништво са ограничењима у активностима                                                      | 4729     |
| 72  | Становништво са ограниченим ходањем или кретањем, горе или доле                                  | 3095     |
| 73  | Становници са ограничењима вида, чак и уз кориштење сочива                                       | 1075     |
| 74  | Становништво са ограничењима говора, комуникације или конверзације                               | 349      |
| 75  | Становништво са ограниченим слухом                                                               | 606      |
| 76  | Становништво са ограничењима при одевању, купању или јелу                                        | 236      |
| 77  | Становништво са ограничењима у опажању или учењу једноставних ствари                             | 219      |
| 78  | Становништво са менталним ограничењима                                                           | 351      |
| 79  | Становништво без ограничења активности                                                           | 62571    |
| 80  | Становништво од 3 до 5 година које не похађа школу                                               | 1783     |
| 81  | Мушко становништво од 3 до 5 година које не похађа школу                                         | 928      |
| 82  | Женско становништво од 3 до 5 година које не похађа школу                                        | 855      |
| 83  | Становништво од 6 до 11 година које не похађа школу                                              | 216      |
| 84  | Мушко становништво од 6 до 11 година које не похађа школу                                        | 127      |
| 85  | Женско становништво од 6 до 11 година које не похађа школу                                       | 89       |
| 86  | Становништво од 12 до 14 година које не похађа школу                                             | 637      |
| 87  | Мушко становништво од 12 до 14 година које не похађа школу                                       | 343      |
| 88  | Женско становништво од 12 до 14 година које не похађа школу                                      | 294      |
| 89  | Становништво од 15 до 17 година похађа школу                                                     | 1792     |
| 90  | Мушко становништво од 15 до 17 година похађа школу                                               | 859      |
| 91  | Женско становништво између 15 и 17 година живота у школи                                         | 933      |
| 92  | Становништво од 18 до 24 године похађа школу                                                     | 971      |
| 93  | Мушко становништво од 18 до 24 године похађа школу                                               | 447      |
| 94  | Женско становништво од 18 до 24 године похађа школу                                              | 524      |
| 95  | Становништво од 8 до 14 година које не може да чита и пише                                       | 350      |
| 96  | Мушко становништво старосног доба од 8 до 14 година које не може да чита и пише                  | 218      |
| 97  | Женско становништво старосног доби од 8 до 14 година које не може да чита и пише                 | 132      |
| 98  | Становништво од 15 година и више које је неписмено                                               | 5418     |
| 99  | Мушко становништво од 15 година и више које је неписмено                                         | 2584     |
| 100 | Женско становништво од 15 година и више које је неписмено                                        | 2834     |
| 101 | Становништво старо 15 и више година без школовања                                                | 5757     |
| 102 | Мушко становништво старо 15 и више година без школовања                                          | 2965     |
| 103 | Женско становништво старо 15 и више година без школовања                                         | 2792     |
| 104 | Становништво старосног доба 15 и више година са непотпуним основним образовањем                  | 12635    |
| 105 | Мушко становништво старосног доба од 15 година и више са непотпуном основним образовањем         | 5722     |
| 106 | Женско становништво старосног доба 15 и више година са непотпуном основним образовањем           | 6913     |
| 107 | Становништво старо 15 и више година са комплетним основним образовањем                           | 9795     |
| 108 | Мушко становништво старо 15 година и више са комплетним основним образовањем                     | 4213     |
| 109 | Женско становништво старо 15 и више година са комплетним основним образовањем                    | 5582     |
| 110 | Становништво старосног доба 15 и више година са непотпуним средњим образовањем                   | 2640     |
| 111 | Мушко становништво старосног доба од 15 година и више са непотпуним средњим образовањем          | 1434     |
| 112 | Женско становништво старосног доба од 15 година и више са непотпуним средњим образовањем         | 1206     |
| 113 | Становништво старо 15 и више година са пуним секундарном образовањем                             | 8243     |
| 114 | Мушко становништво старосног доба од 15 година и више са пуним секундарном образовањем           | 3339     |
| 115 | Женско становништво старосног доба од 15 година и више са пуним секундарном образовањем          | 4904     |
| 116 | Становништво старије од 18 година са постосновним образовањем                                    | 6313     |
| 117 | Мушко становништво старије од 18 година са постосновним образовањем                              | 2881     |
| 118 | Женско становништво старије од 18 година са постосновним образовањем                             | 3432     |
| 119 | Просечна оцена школовања                                                                         | 6.11     |
| 120 | Просечан ниво образовања мушке популације                                                        | 5.98     |
| 121 | Просечан ниво образовања женског становништва                                                    | 6.22     |
| 122 | Економски активно становништво                                                                   | 23800    |
| 123 | Економски активна мушка популација                                                               | 17847    |
| 124 | Економски активна женска популација                                                              | 5953     |
| 125 | Становништво које није економски активно                                                         | 26626    |
| 126 | Мушко становништво које није економски активно                                                   | 5069     |
| 127 | Женско становништво које није економски активно                                                  | 21557    |
| 128 | Запослено становништво                                                                           | 22632    |
| 129 | Запослено мушко становништво                                                                     | 16755    |
| 130 | Запослено женско становништво                                                                    | 5877     |
| 131 | Незапослена популација                                                                           | 1168     |
| 132 | Незапослена мушка популација                                                                     | 1092     |
| 133 | Незапослена женска популација                                                                    | 76       |
| 134 | Становништво без права на здравствене услуге                                                     | 26893    |
| 135 | Становништво које има право на здравствене услуге                                                | 40602    |
| 136 | Становништво које има право на ИМСС                                                              | 8504     |
| 137 | Становништво које има право на социјално осигурање                                               | 2544     |
| 138 | Становништво које има право на државно социјално осигурање                                       | 71       |
| 139 | Становништво које има право на опште осигурање или здравствено осигурање за нову генерацију      | 29248    |
| 140 | Становништво које је било једном или није било у браку током 12 година и више                    | 16796    |
| 141 | Венчано или уједињено становништво од 12 година и више                                           | 30260    |
| 142 | Становништво које је било у браку или уједињено 12 година и више                                 | 3609     |
| 143 | Становништво са католичком религијом                                                             | 64986    |
| 144 | Протестанти, еванђелисти и библијски следбеници различити од еванђелиста                         | 1547     |
| 145 | Становништво са другим религијама различитим од претходних                                       | 10       |
| 146 | Становништво без религије                                                                        | 604      |
| 147 | Укупно пописаних домаћинства                                                                     | 16543    |
| 148 | Пописна домаћинства на челу са мушкарцима                                                        | 12499    |
| 149 | Пописна домаћинства на челу са женама                                                            | 4044     |
| 150 | Становништво у пописним домаћинствима                                                            | 67566    |
| 151 | Становништво у пописним домаћинствима на челу са мушкарцима                                      | 53885    |
| 152 | Становништво у пописним домаћинствима на челу са женама                                          | 13681    |
| 153 | Укупно домаћинстава                                                                              | 23520    |
| 154 | Укупно насељених домаћинстава                                                                    | 16618    |
| 155 | Укупно приватних кућа                                                                            | 23445    |
| 156 | Насељени приватни домови                                                                         | 16543    |
| 157 | Укупно насељених приватних кућа                                                                  | 16615    |
| 158 | Ненасељене приватне куће                                                                         | 4262     |
| 159 | Појединачна домаћинства за привремену употребу                                                   | 2640     |
| 160 | Становници у насељеним приватним кућама                                                          | 67566    |
| 161 | Насељеност станара у приватним становима                                                         | 4.08     |
| 162 | Просечно становника по соби у приватним насељеним домаћинствима                                  | 1.09     |
| 163 | Појединачна домаћинства са подовима од различитих материјала од земље                            | 15775    |
| 164 | Појединачна домаћинства у приземљу                                                               | 742      |
| 165 | Појединачна домаћинства са једном спаваћом собом                                                 | 5264     |
| 166 | Појединачна домаћинства са две спаваће собе и више                                               | 11246    |
| 167 | Појединачна домаћинства са једним собом                                                          | 394      |
| 168 | Појединачна домаћинства са две собе                                                              | 2464     |
| 169 | Појединачна домаћинства са 3 собе и више                                                         | 13632    |
| 170 | Појединачна домаћинства која имају електрично светло                                             | 16436    |
| 171 | Појединачна домаћинства која немају електрично светло                                            | 79       |
| 172 | Појединачна домаћинства која имају водоводну воду у стамбеном простору                           | 15205    |
| 173 | Појединачна домаћинства која немају водоводну воду у стамбеном простору                          | 1296     |
| 174 | Појединачна домаћинства која имају тоалет                                                        | 15188    |
| 175 | Појединачна домаћинства која имају канализацију                                                  | 14259    |
| 176 | Појединачна домаћинства која немају канализацију                                                 | 2220     |
| 177 | Појединачна домаћинства која имају електрично светло, довод воде из јавне мреже и канализацију   | 13445    |
| 178 | Појединачна домаћинства без икаквих услова                                                       | 165      |
| 179 | Појединачна домаћинства која имају радио                                                         | 13543    |
| 180 | Појединачна домаћинства која имају телевизор                                                     | 15936    |
| 181 | Појединачна домаћинства која имају фрижидер                                                      | 14704    |
| 182 | Појединачна домаћинства која имају машину за веш                                                 | 11300    |
| 183 | Појединачна домаћинства која имају аутомобил или комби                                           | 7731     |
| 184 | Појединачна домаћинства која имају рачунар                                                       | 2229     |
| 185 | Појединачна домаћинства која имају фиксну телефонску линију                                      | 6736     |
| 186 | Појединачна домаћинства која имају мобилни телефон                                               | 7813     |
| 187 | Појединачна домаћинства која имају приступ интернету                                             | 1122     |